# 東雪谷
東雪谷（日语：／ Higashi-yukigaya */?）是東京都大田區的町名。現行行政地名為東雪谷一丁目至東雪谷五丁目。2013年8月1日為止的人口有17,691人。郵遞區號145-0065。

## 地理
位於大田區北部，屬大森地域。北至中原街道，接南千束、石川町。東鄰上池台。南至橫須賀線（品鶴線），接仲池上。西至呑川，接南雪谷。北部中原街道附近有東急池上線通過，設有洗足池站與石川台站。町內沒有橫須賀線車站。車站周邊多商店，其他為住宅區。

## 歷史
1965年（昭和40年），雪谷町、上池上町、道道橋町各一部分合併成立東雪谷。

### 地名由來
町名意為雪谷地區東部。

## 交通
町域北部有東急池上線洗足池站與石川台站，東部可利用洗足池站，西部可利用石川台站。另外還可利用附近的巴士路線。

## 設施

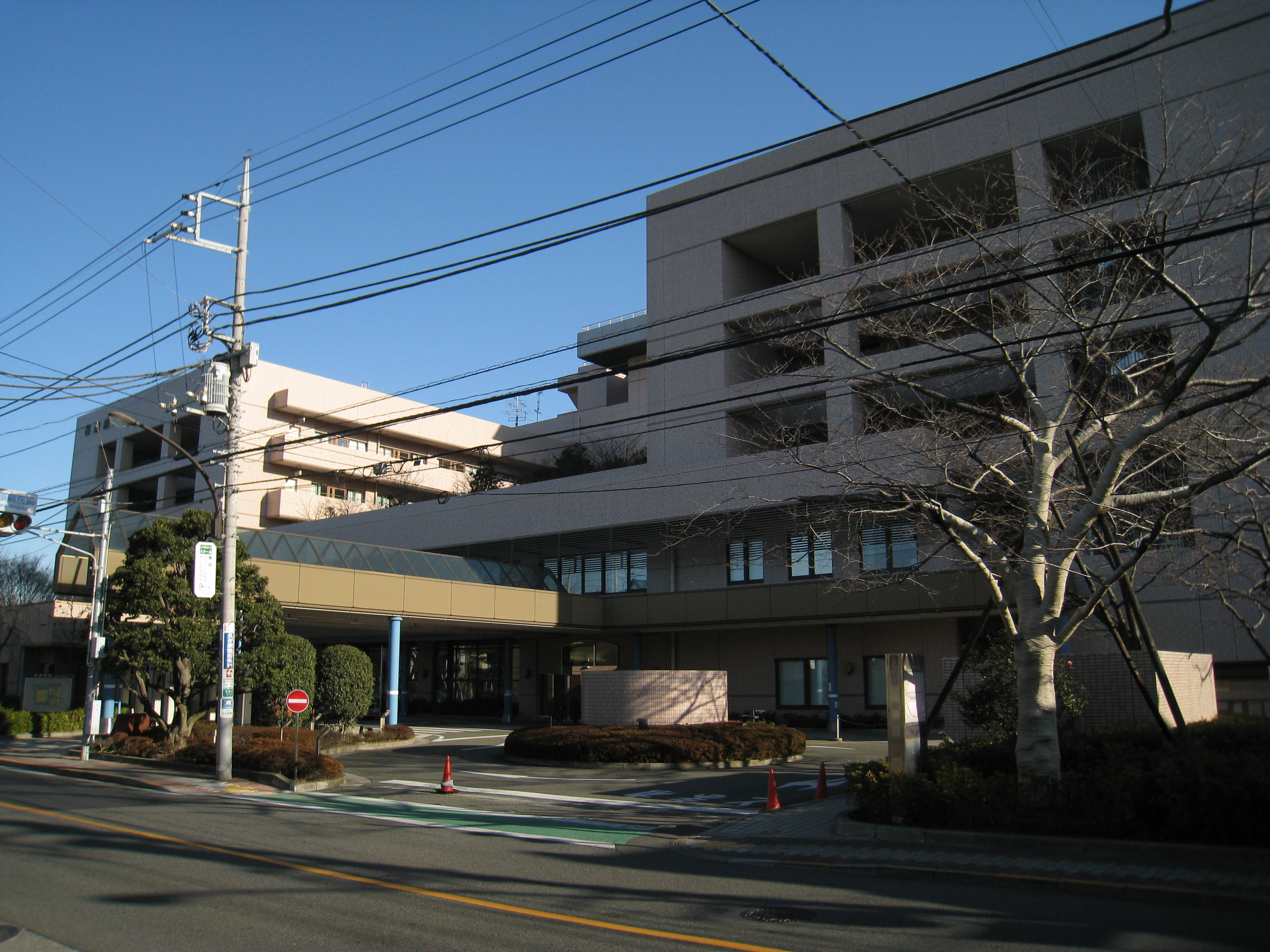
東京都保健醫療公社荏原醫院

- 東京都保健醫療公社荏原醫院 - 公益財團法人東京都保健醫療公社營運。
- 東京都立荏原看護專門學校
- 東京都立北療育醫療中心城南分園
- 文教大學附屬小學校
- 大田區立池雪小學校
- 大丸Peacock石川台店
- 東京電力洗足變電所
- 長慶寺
- 雪谷八幡神社

## 備註
1. ↑  .   [2013-08-21]. （原始内容存档于2014-02-18）.